# Ogulnia malaisei
Ogulnia malaisei là một loài tò vò trong họ Ichneumonidae.